# Rino Formica
Salvatore (Rino) Formica (ur. 1 marca 1927 w Bari) – włoski polityk, senator i deputowany, minister w dziewięciu gabinetach.

## Życiorys
Z wykształcenia ekonomista. Zaangażował się w działalność polityczną w ramach Włoskiej Partii Socjalistycznej. Był zastępcą burmistrza Bari i ekspertem regionalnego komitetu planowania w Apulii. W latach 1968–1972 i 1979–1983 zasiadał w Senacie V i VIII kadencji. Następnie do 1994 sprawował mandat posła do Izby Deputowanych IX, X i XI kadencji. Pełnił m.in. funkcję przewodniczącego frakcji senackiej i frakcji poselskiej swojego ugrupowania.
W randze ministra był członkiem dziewięciu różnych gabinetów. Zajmował stanowisko ministra transportu (1980–1981), ministra finansów (1981–1982), ministra handlu zagranicznego (1986–1987), ministra pracy i ochrony socjalnej (1987–1989) i ponownie ministra finansów (1989–1992). W okresie ujawniania afer korupcyjnych (tzw. Tangentopoli) był czasowo osadzony w areszcie domowym. Oskarżony w dwóch odrębnych postępowaniach, w obu został ostatecznie po długotrwałych procesach uniewinniony. Założył w międzyczasie ruch polityczny „Socialismo è Libertà”, z którym w 2007 dołączył do Partii Socjalistycznej.